# 瑪麗·瓦萊麗 (奧地利女大公)
瑪麗·瓦萊麗（德語：Marie Valerie, Erzherzogin von Österreich，1868年4月22日—1924年9月6日）為奥地利女大公。
瑪麗·瓦萊麗為奥地利皇帝弗朗茨·约瑟夫一世與奥地利皇后伊丽莎白之幼女。她亦是皇帝夫妇时隔十年后所生的孩子。伊丽莎白皇后特别溺愛瑪麗·瓦萊麗，因为不同于她之前所生的三个孩子（均由祖母巴伐利亚的苏菲照顾），她能按她的意思来抚养瑪麗·瓦萊麗。她被认为是伊丽莎白皇后最喜爱的孩子，但她同时也因为母亲的过度关爱而感到尴尬。
她能说德语，法语，意大利语，英语和匈牙利语。其母亲僅用匈牙利语與其沟通，不過瑪麗·瓦萊麗最喜爱與她仰慕的父亲说德语。
1880年，其與表亲弗朗茨·萨瓦尔多王子结婚，產下十位孩子。